# Sankt Thomas (Eifel)
Pour les articles homonymes, voir Sankt Thomas.
Sankt Thomas est une municipalité allemande située dans le land de Rhénanie-Palatinat et l'arrondissement d'Eifel-Bitburg-Prüm.

## Histoire

### Histoire du monastère
Le nom du lieu est une référence à saint Thomas Becket de Canterbury, canonisé en 1173.
Au XIIe siècle, le chevalier Ludwig von Deudesfeld et son épouse Ida firent un pélérinage sur la tombe de l'évêque martyr anglais et en ramenèrent une relique.
Ludwig fit bâtir une chapelle dans la vallée de la Kyll pour y abriter le précieux objet. Ce fut l'un des premiers lieux de vénération du nouveau saint en Europe et beaucoup de pèlerins s'y rendirent.
Le premier nom du lieu, Ernistbura, finit par disparaître au profit de Sankt Thomas.
À l'époque déjà, beaucoup de femmes nobles et aisées de la région, souhaitant se retirer du monde pour suivre le Christ, vivaient en ermite dans la vallée de la Kyll. Deux filles de Ludwig et Ida von Deudesfeld se joignirent à elles. C'est au plus tard à cette époque qu'une vie communautaire selon l'ordre cistercien apparut à Sankt Thomas, don de Ludwig, de son épouse et de leurs héritiers, avec l'accord d'Arnaud 1er de Vaucourt, alors archevêque de Trèves.
Des moines de la proche abbaye de Himmerod se chargèrent de l'assistance spirituelle des nonnes.
Le couvent prit vite de l'essor, aidé financièrement par Agnes von Malberg. D'autres possessions furent acquises dans l'Eifel, la vallée de la Moselle et au Luxembourg. La plupart des religieuses venaient des familles nobles de la région.

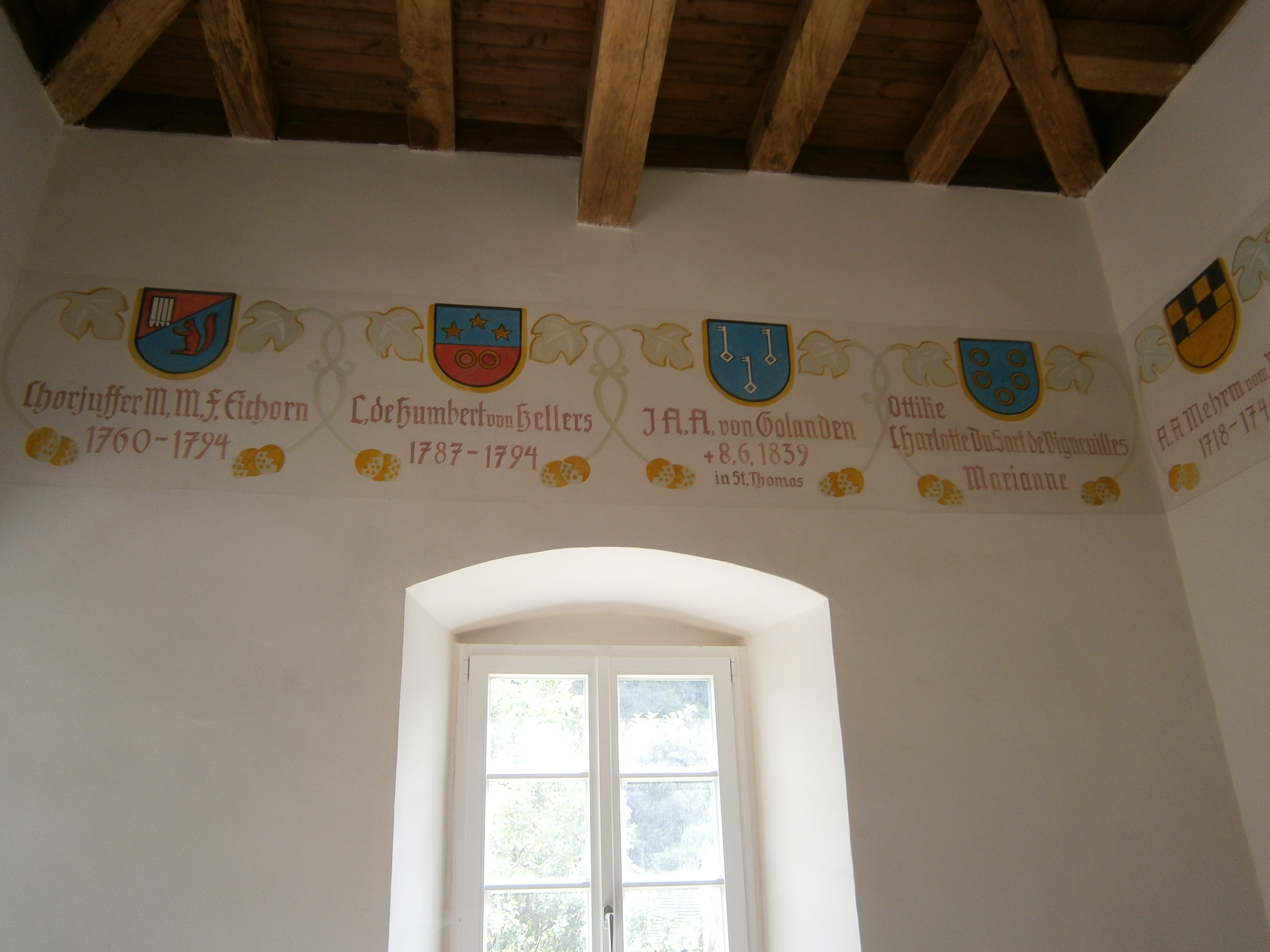
Blasons et noms de religieuses du monastère Sankt Thomas (1)

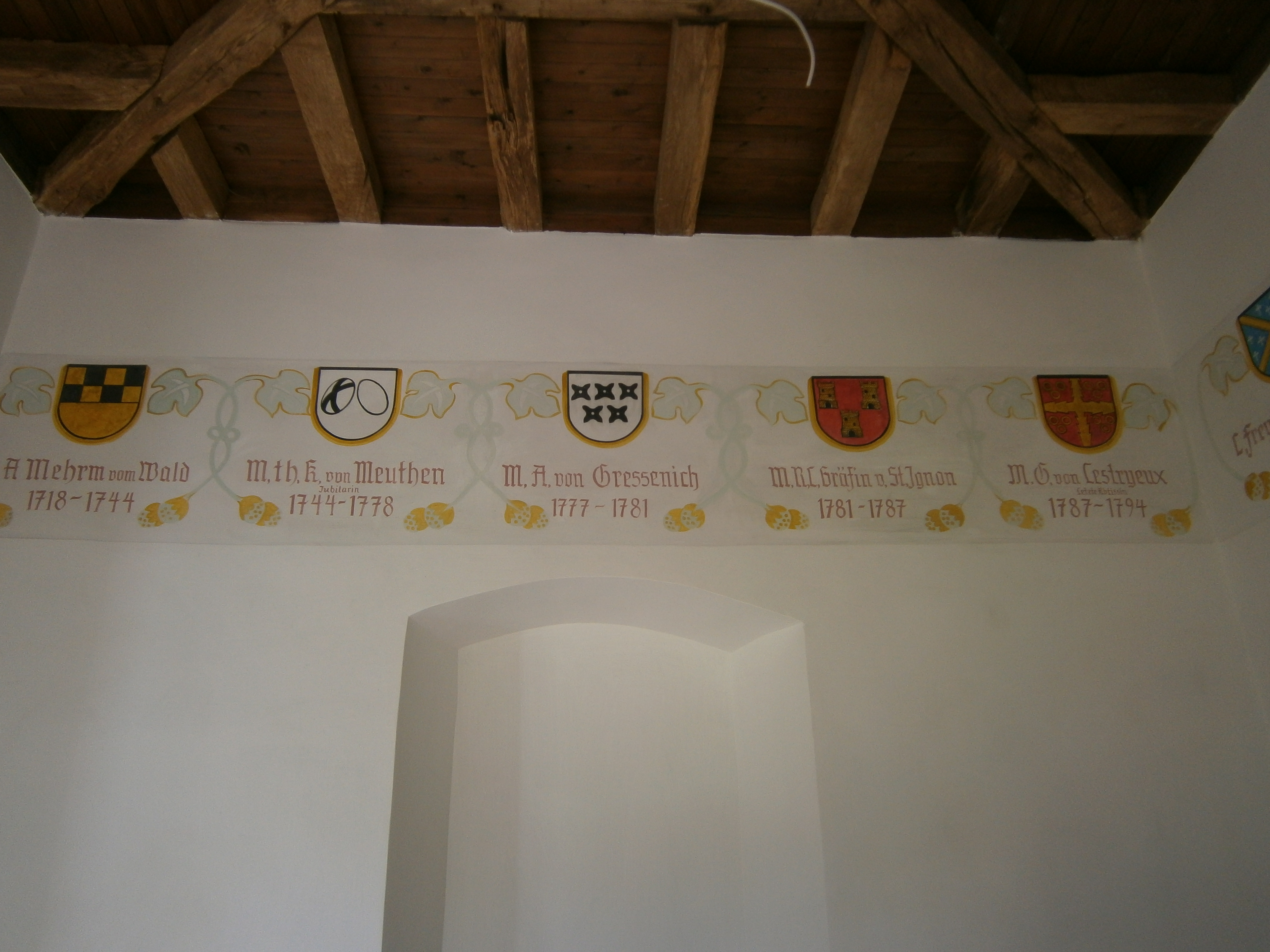
Blasons et noms de religieuses du monastère Sankt Thomas (2)

En 1193, l'archevêque de Trèves Jean 1er confirma à l'abbaye ses droits et possessions.
L'église fut consacrée en 1222.
Le 27 septembre 1794, le couvent fut pris par la troupes françaises et les religieuses furent forcées de quitter les lieux une première fois. 
En 1802, il fut aboli et ses habitantes durent partir définitivement.
Le premier acquéreur des lieux fut Karl von Veyder-Malberg (1767-1834), puis la famille parente du Sartz de Vigneulles dont trois filles vécurent dans une partie du couvent jusqu'à leur mort, rejointes par Adriane Adolphine von Boland, décédée le 8 juin 1839 et considérée comme la dernière religieuse de Sankt Thomas. 
L'ancien monastère a appartenu à la famille du Sartz de Vigneulles jusqu'au 18 mai 1844, date à laquelle Victoire du Sartz de Vigneulles (née de Waha) le vendit.
De 1910 à 1942, des moines franciscains y œuvrèrent.

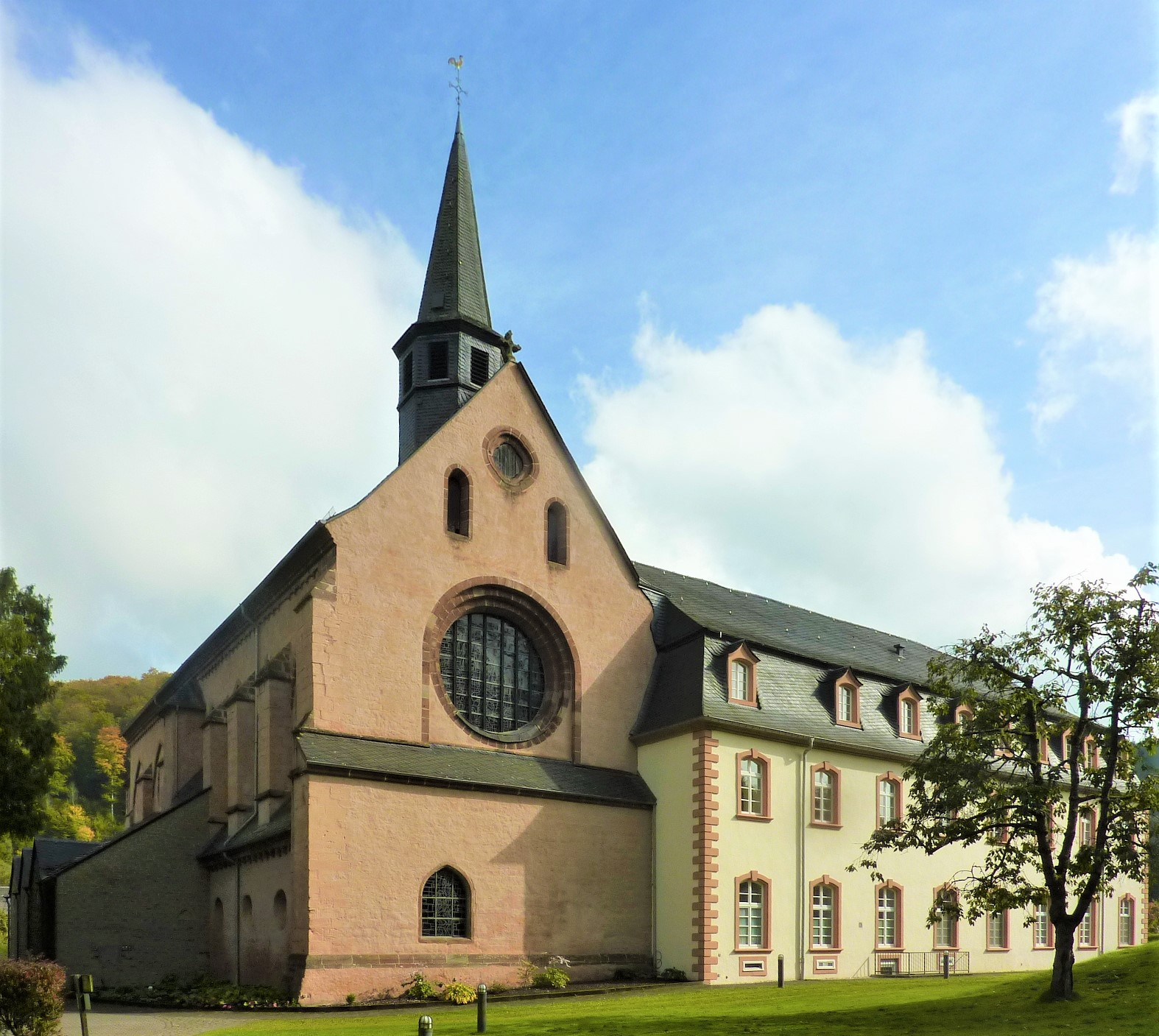
Abbaye de Sankt Thomas an der Kyll